# Artabuynk
Artabuynk (en arménien Արտաբույնք ; jusqu'en 1994 Eghegis) est une communauté rurale du marz de Vayots Dzor, en Arménie. Elle compte 1 154 habitants en 2008.